# Saint-Thomas-en-Royans
Saint-Thomas-en-Royans é uma comuna francesa na região administrativa de Auvérnia-Ródano-Alpes, no departamento de Drôme. Estende-se por uma área de 5,15 km². Em 2010 a comuna tinha 614 habitantes (densidade: 119,2 hab./km²).